# Halogenovodíkové kyseliny
Halogenovodíkové kyseliny jsou kyseliny tvořené vodnými roztoky halogenovodíků (sloučenin halogenů s vodíkem). 

## Vznik
Halogenovodíky, a následně rozpouštěním ve vodě také halogenovodíkové kyseliny, mohou vzniknout buď přímým slučováním halogenu s vodíkem nebo působením minerálních kyselin na halogenidy neušlechtilých kovů, např.:
Cl2 + H2 → 2 HCl,
2 NaCl + H2SO4 → Na2SO4 + 2 HCl.

## Vlastnosti

### Reaktivita
S rostoucím protonovým číslem halogenu klesá reaktivita halogenů, reaktivita halogenovodíků se ovšem zvyšuje a také příslušné kyseliny jsou silnější. Nejslabší z nich je kyselina fluorovodíková, která jako jediná z nich patří mezi středně silné kyseliny, ostatní patří k silným kyselinám. Naproti tomu kyselina jodovodíková je z nich nejsilnější. 

## Přehled halogenovodíkových kyselin
- Kyselina fluorovodíková
- Kyselina chlorovodíková
- Kyselina bromovodíková
- Kyselina jodovodíková
- Kyselina astatovodíková